# Бразоль
Бразо́ль — закрита тупикова вантажно-пасажирська залізнична станція Луганської дирекції Донецької залізниці на лінії Лутугине — Бразоль.
Розташована у селищі міського типу Успенка Лутугинського району Луганської області за 27 км на південний захід від ст. Луганськ. Відстань до станції Лутугине 5 км.
Закрита на початку 2000-х років.

## Історія

### Відкриття під'їзної колії
Назва станції походить від прізвища власника маєтку Успенське наприкінці ХІХ - початку ХХ століття - Івана Бразоля, представника відомого молдавсько-козацького роду. Придбаний маєток і прилеглу територію стали називати «Бразоль». В 1899 році неподалік від маєтку пролягли колії приватної Успенської гілки (26 верст, примикала до станції Луганськ), було споруджено її тупиковий пункт. Метою цієї гілки було обслуговування Вільхівського (рос. - Ольховского) чавуноливарного заводу Металургійного товариства Успенського басейну, відкритого в 1898 році, а також навколишніх шахт і рудників. Однак статусу станції цей тупиковий пункт не мав - це була під'їзна колія станції Луганськ.
Іван Бразоль відкриває у придбаному маєтку вугільний рудник, станом на 1899-1900 р.р. тут працювала 1 шахта (24 робітники), де було видобуто 10 тис. пудів кам’яного вугілля й 30 тис. пудів напівантрацита. В Успенці також знаходилися копальні «Марія» (глибина 150 м, видобувна спроможність 6 млн. пудів на рік), «Аліса» (глибина 240 м, видобувна спроможність 3 млн. пудів на рік) та «Михаїл» (глибина 125 м, видобувна спроможність 6 млн. пудів на рік). Запаси місцевого вугілля до глибини 200 м складали 2,5 млрд. пудів коксового тадо 1 млрд. пудів – газового. Успенська гілка обслуговувалася 10 власними паровозами та 60 вагонами. 
На початку ХХ століття Івана Бразоля було засуджено через фінансові махінації, здійснені під час придбання маєтку та його господарювання в самому маєтку, і він був змушений задешево продати маєток в Успенці. Однак його ім'я встигло закріпитися за окресленою місцевістю.

### Включення колії до складу Північно-Донецької залізниці
У 1912 року на нараді з приводу траси прийнятої до будівництва залізничної магістралі Родакове – Лиха товариства Північно-Донецької залізниці при Раді З'їзду гірничопромисловців півдня Росії було представлено на розгляд два варіанти лінії: північний і південний. Істотне розходження в напрямку траси обидва варіанти мали лише в районі станції Родакове. Незалежно від обраного варіанту, передбачалися під'їзні колії до копальні Пастухова, Успенського заводу Вільхівського Товариства, Конопляновських копалень та Гундорівського родовища. Зрештою, Товариство Північно-Донецької залізниці зобов'язалося викупити приватну Успенську під’їзну гілку, а при неможливості виконання даної операції – спорудити паралельно їй гілку до Луганська.
Наприкінці 1914 року на засіданні комісії з нових залізниць при міністерстві фінансів було запропоновано акціонерному товариству Північно-Донецької залізниці купити у Вільхівського товариства кам’яновугільних копалень «залізничну гілку від Луганська до Бразоля». У травні 1915 року акціонерне товариство Північно-Донецької залізниці подало відповідне клопотання і отримало дозвіл на придбання ширококолійної під’їзної гілки приватного користування від станції Луганськ до станції Бразоль, яка до того належала промисловому кам’яновугільному і металургійному товариству Успенського басейну, а також переобладнання цієї гілки на колію загального користування. Також у 1915 році акціонерне товариство Північно-Донецької залізниці включило дані по напряму Луганськ – Бразоль у власні документи службового користування, де містилися дані із плану і профілю відповідних напрямів.

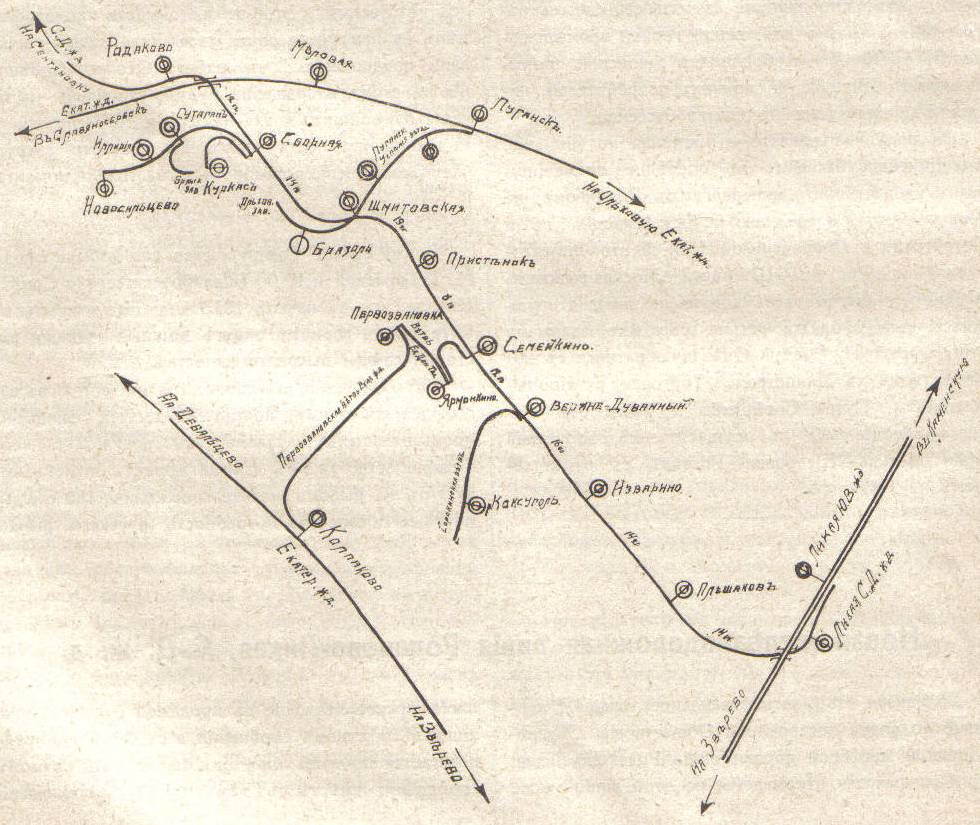
Лінія Північно-Донецької залізниці Родакове — Лиха і з'єднання із нею гілки Луганськ - Бразоль

У 1916 році ділянка Родакове – Лиха була остаточно введена в експлуатацію. Саме тоді було відкрито роз'їзд Бразоль як роздільний пункт загального користування. Восени 1916 року в розклад руху поїздів було закладене курсування трьох пар товаро-пасажирських поїздів сполученням Луганськ – Бразоль. Станом на кінець 1916 року, при станції Бразоль числилися Успенський рудник Вільхівського товариства із видобувною спроможністю 15 млн. пудів на рік, а також Лугансько-Успенський рудник В.Пестерева із видобувною спроможністю 3 млн. пудів на рік і згаданий вище коксобензольний завод.

### Міжвоєнний період
Станом на 1923-1924 роки, при станції Бразоль числилися не діючий Вільхівський коксобензольний завод акціонерного товариства Доменних печей, а також шахти Брагіна із поміткою «тимчасово не діють». Оскільки відбудову старих дрібних шахт, на яких могла застосовуватися лише примітивна техніка, було визнано економічно недоцільною, було визначено курс на їх закриття, реконструкцію великих шахт – «Марія» (ім. В.І. Леніна) і «Надія» (шахта № 2), а також будівництво нових. У 1926 році закінчилася відбудова трьох найбільших шахт «Марія» («Червоний Жовтень»), «Павло» (ім. Будьонного) та «Надія» (ім. Ворошилова). Загальний видобуток вугілля на шахтах досяг 75 % рівня 1913 року. Здійснювалась напружена робота з відбудови Вільхівського коксохімічного заводу, і вже в 1926 році середньодобове виробництво коксу дорівнювало 150 т.
Станом на 1922 рік, залізнична колія Луганськ – Бразоль у вказівниках пасажирських сполучень числилася вантажною гілкою із поміткою «пасажирський рух не здійснюється». У 1925 – 1926 роках Бразоль числилася закритим роз’їздом гілки Луганськ – Лутугине, тобто під’їзною колією загального користування станції Лутугине «при одному паровозі». Швидкість поїздів на гілці була встановлена у 15 км/год., – через «ветхість будови колії». Вагова норма поїзду на ділянці Бразоль – Лутугине – 575 т, паровоз основного типу. Відстань від Луганська до Лутугиного (21,5 км) товарний поїзд проходив за 1 год. 4 хв., паровоз резервом – 52 хв. До Бразолі примикали під’їзні колії незагального користування до Вільхівського заводу Югосталі, а також до рудників ім. Леніна, Будьонного і Ворошилова загальною протяжністю 7,6 верст.
Понад 5 років тривало відновлення залізничної колії до станції Бразоль, і лише в червні 1926 році газети оповістили про відкриття руху на ділянці Луганськ – Успенка. В 1927 році Бразоль - роздільний пункт для місцевого пасажирського сполучення із сусідніми та іншими тарифними станціями для пасажирів без багажу. Для відправки вантажів використовувався виключний тариф. Станом на 1928 рік, на напрямі Луганськ – Бразоль курсували пасажирсько-товарні поїзди із жорсткими вагонами сполученням Луганськ – Лутугіне – Лиха і Луганськ – Бразоль. У 1929 році гілку використовували лише для безпересадочного сполучення 2 пар пасажирсько-товарних поїздів Луганськ – Бразоль, які з 1930 році було переведено до категорії приміських. Станом на 1940 рік від станції Ворошиловград (Луганськ) до станції Бразоль курсували 3 пари приміських поїздів. Між станціями Лутугине і Бразоль в середині 30-х років було відкрито залізничний роз’їзд 24 км.

### Друга Світова війна
Станція Бразоль відігравала ключове значення в питанні забезпечення обласного центру вугіллям з місцевих шахт в умовах ведення бойових дій. Зважаючи на це, відновлювальні роботи на напрямі Ворошиловград – Бразоль розпочалися одразу по очищенні відповідних міст і сіл від німецьких військ та їх союзників. Вже 16 лютого 1943 року під постійними обстрілами було розпочато відновлення руху поїздів від обласного центру до Бразоля, розпочався нерегулярний рух вантажів. Не дивлячись на проходження в околицях лінії фронту, перший товарний поїзд у складі двох вагонів із вугіллям на станцію Ворошиловград із Бразоля прийшов 7 березня. Для прискорення вивезення продукції коксохімзаводу, стали використовувати під’їзні колії в обхід зруйнованих мостів. А 10 березня було остаточно відновлено ділянку Ворошиловград – Лутугине. Незабаром розпочалося відновлення Вільхівського коксохімічного заводу, і вже восени 1943 року на печах першої черги вироблялося до 200 т ливарного коксу на добу.

### Післявоєнний період
Станом на 1948 рік, на напрямі Ворошиловград – Бразоль курсували 3 пари приміських поїздів. Станом на 1959 рік цих поїздів було вже 5 пар на добу. Склад поїздів – 12 двовісних пасажирських вагонів, 1 двовісний багажний вагон під паровозом. З середини 60-х років тут курсували приміські дизель-поїзди у чотирьохвагонному складі. Станом на 1974 рік, на напрямі Луганськ – Бразоль курсували 5 пар приміських дизель-поїздів Ворошиловград – Бразоль і 1 пара приміських дизель-поїздів Ворошиловград – Лутугине – Лиха. У 1988 році кількість пар приміських дизель-поїздів сполученням Ворошиловград – Бразоль було зменшено до 4 на добу; курсування дизель-поїзду на Лиху зберігалося.

### Новітня історія
На тлі загострення економічної кризи 1980-х років Вільхівський коксохімічний завод та більшість місцевих шахт було закрито. Однак приміський рух залізницею не згортали ще десятиліття, і основною причиною того був незадовільний стан автобусного парку Луганщини (як по кількості, так і по якості автобусів). Станом на 1996 рік, на напрямі Луганськ – Бразоль курсували 1 пара приміських дизель-поїздів сполученням Луганськ – Лутугине – Ізварине, 1 пара – Луганськ – Лутугине, 3 пари – Луганськ – Бразоль, а також приміські дизель-поїзди Ізварине – Бразоль – Луганськ і Луганськ – Лутугине – Родакове. У 1998 році на вказаному напрямі в розкладі залишалися пари приміських дизель-поїздів Луганськ – Ізварине (1), Луганськ – Лутугине (1), Луганськ – Бразоль (2) і рейс приміського дизель-поїзду Луганськ – Родакове. Закриття останніх шахт в районі станції Бразоль визначило подальшу долю самої станції. У 2000 році було скасовано останні приміські поїзди до станції Бразоль, а в 2001 році – демонтовано колії до станції Лутугине та два історичні мости через річку Вільхова.